# ヘンリー2世 (イングランド王)
ヘンリー2世（英語: Henry II,1133年3月5日 - 1189年7月6日）は、プランタジネット朝（あるいはアンジュー朝）初代のイングランド王国の国王（在位：1154年 - 1189年）である。ノルマンディー公（在位：1150年 - 1189年）、アンジュー伯（在位：1151年 - 1189年）でもあった。アリエノール・ダキテーヌの2番目の夫として知られている。本来の名前はアンリ (フランス語: Henri)で、短マント王（Henry Curtmantle 仏：Court-manteau）とも呼ばれた。
父はフランス王国の有力貴族のアンジュー伯ジョフロワ5世、母はイングランド王ヘンリー1世の王女マティルダである。
父方と母方からの相続と自身の婚姻により広大な所領を獲得し、ピレネー山脈から南フランスおよびイングランドにまたがる、いわゆる「アンジュー帝国」を築いたが、晩年は息子たちの反乱に苦しんだ。

## 生涯

### 生い立ち - 若年期
1133年3月5日、フランス王国のメーヌのル・マンでアンジュー伯ジョフロワ5世と妻マティルダの間に長男として誕生した。10世紀にアンジュー伯領が成立して以降、歴代のアンジュー伯は婚姻と同盟を駆使してその影響力をフランス全土に拡大しようと腐心してきた。形式上フランス国王に臣従していたが、11世紀には王権の支配は弱まり、半ば独立状態となっていた。
母マティルダはイングランド王・ノルマンディー公ヘンリー1世（アンリ1世）の長女であり、先夫は神聖ローマ皇帝ハインリヒ5世であった。1135年、ヘンリー1世はマティルダを次のイングランド王に定めて崩御したが、この決定にマティルダの従兄のスティーブン（ヘンリー1世の姉アデラの子）が異を唱えてイングランド王・ノルマンディー公に即位すると、両者の間で後に「無政府時代」と呼ばれる長い内戦が始まった。この時、父ジョフロワ5世はノルマンディー攻撃には参戦したが、イングランドでの紛争には直接の関与を避け、マティルダと彼女の異母兄グロスター伯ロバートに任せていた。
ヘンリー（アンリ）は幼少期（7歳ころまで）を母マティルダと共にアンジューで過ごし、1130年代後半に母と共にノルマンディーへ移ったとされており、この頃に著名な文献学者サントのピエールについて学んでいた。1142年末、ジョフロワ5世はイングランド南西部のマティルダ派の拠点ブリストルへ9歳のアンリをグロスター伯と共に渡海させることにした。アンリのイングランド渡海は、当時の貴族の家では男子を親戚の家で養育させる慣習があったことに加え、ジョフロワ5世にとってはイングランドでの戦いに参加しないことへのマティルダ派イングランド貴族たちの不満を和らげる政治的な意味合いも持っていた。グロスター伯家は学問や教育に熱心なことで知られており、アンリはイングランドで約1年間を過ごし、その間グロスター伯の息子ロジャー・オブ・ウスターと共に学んだ。ブリストルの聖オーガスティン教会の律修司祭たちの指導も受けており、アンリは後年に彼らを懐かしむ発言をしている。1143年か1144年にアンジューへ戻ったアンリはスコラ学者コンシュのギヨームについて学習を続けた。
1147年初頭、14歳のアンリは親族と少数の傭兵からなる部隊を率いてノルマンディーから再びイングランドに渡り、ウィルトシャーを攻撃した。この遠征は失敗に終わり、傭兵たちへ給金が支払えないアンリはノルマンディーへ戻ることができなくなった。これは、この遠征がマティルダやグロスター伯の許可を得ず独断で行われたことを示している。ところがアンリは敵であるスティーブンに助けを求め、彼の援助で未払いの賃金を払って帰国した。1149年以降もアンリは何度かイングランドに渡ってスティーブン側と戦った。いずれの戦闘も短期間で、戦況にはさほど影響は与えなかったが、母方の大叔父に当たるスコットランド王デイヴィッド1世から騎士に叙されたことはスティーブン派の動揺を誘い、マティルダ派に希望を与えた。

### 即位、遺産継承、結婚

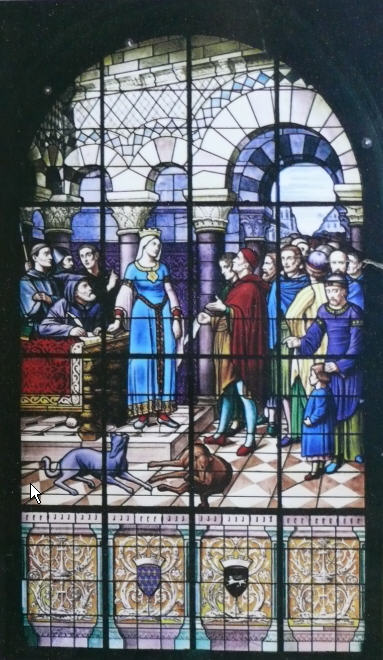
アリエノール・ダキテーヌを描いたステンドグラス

1150年、既に父が征服していたノルマンディー公位を受け継いだが、同年8月にフランス王ルイ7世（若年王）はスティーブンに味方してノルマンディーへ進軍、この時はルイ7世の側近シュジェールの仲介で戦闘は起こらなかったが、翌1151年1月にシュジェールが死去するとノルマンディーの政情は不安定に戻った。加えて、父がポワティエ代官ジロー・ベルレと紛争を起こし捕らえたことでルイ7世との対立が悪化、スティーブンの息子のブローニュ伯ウスタシュ4世（ユースタス）もルイ7世からの援助獲得を画策して一層複雑な情勢となっていった。この状況を打破するため、クレルヴォーのベルナルドゥスが仲介を申し出た。
1151年8月に父と共にルイ7世のパリ（シテ島）のシテ宮殿に姿を現し、ベルレの件で破門された父がベルナルドゥスから提案されたベルレの釈放を引き換えにした破門解除の和睦を蹴ったため交渉は決裂したが、父がベルレを釈放したため一件落着となりルイ7世に臣従、ノルマンディー公位を確定させた。さらに同年9月、父の死によりアンジュー伯領を受け継いだ。翌1152年5月18日にはルイ7世の王妃であった11歳年上のアリエノール・ダキテーヌ（エリナー・オブ・アクイテイン）とポワティエで結婚し、彼女の相続地アキテーヌ公領の共同統治者となった。
アリエノールの先夫であるルイ7世はフランスの西半分がアンリの手に入ったことに危機感を抱き、自分の許可なく結婚したアンリが宮廷出頭命令を無視したことを口実に7月にノルマンディーへ侵入、アンリの弟ジョフロワも領地相続の不満から加勢したが（父の遺言を無視した兄にアンジューの相続権を奪われた）、アリエノールの夫となったアンリは7月半ばから8月末までにこれを防ぎ、シノン・ルーダン・ミルボーを奪取して弟を降伏させた。ルイ7世も当初の勢いを失い休戦、背後の安全を確保したアンリは1153年1月にアリエノールを残してイングランドへ渡った。
1月6日に到着したイングランドでは劣勢に傾いたスティーブンから和平を打診され、スティーブンの弟のウィンチェスター司教ヘンリーとカンタベリー大司教シオボルド・オブ・ベックが交渉に当たった。和平に反対していたウスタシュ4世が8月17日に急死すると、11月6日にアンリはスティーブンと和平協定（ウォーリングフォード協定、ウィンチェスター協定とも）を結んで、スティーブンの次男でウスタシュ4世の弟のブローニュ伯ギヨーム1世に所領保有など補償を与えた上でスティーブン死後のイングランド王位継承者となる。翌1154年春に一旦ノルマンディーへ帰還し、妻と渡海中に生まれた長男ギヨームと復活祭を祝い、ルーアンで母と対面したりして過ごした。10月25日にスティーブンが亡くなると協定どおりヘンリー2世として即位、妻子を連れて再渡海して12月8日にイングランドに上陸した。そして12月19日にウェストミンスター寺院でアリエノールと共にイングランド王・王妃として戴冠した（アリエノールは妊娠中で不在、1158年にウスター大聖堂で戴冠したとも）。ギヨームは1156年に夭折するも夫妻は8人の子を儲けた。なお、この時からイングランド君主の称号は"Rex Angliae"（イングランド国王）となっている。
これにより、イングランド王国にアンジュー家によるプランタジネット朝が創始され、ヘンリー2世が領有する地域は、ピレネー山脈からアキテーヌ、ポワトゥーにかけてのフランス南西部、アンジュー、ノルマンディーなどフランス北西部、さらにイングランドの新領土を加えた広大なものとなった。なお、ヘンリー2世の創始した王朝は、本来では「アンジュー朝」と称されるべきであり、事実15世紀までは「アンジュー」と呼ばれていたが、現在では一般に「プランタジネット朝」が用いられる。これは、ヘンリー2世の父ジョフロワ5世がエニシダ（プランタ・ゲニスタ）の小枝を帽子に刺して戦地に赴いたことに由来する。
ちなみに、弟ジョフロワには1152年の降伏でルーダンだけ与え、引き換えにアンジュー領有を認めさせた。そのジョフロワはブルターニュ公国で反乱を起こした貴族たちの要請でナント伯になったが、1158年7月27日に急死するとヘンリー2世は先祖からのブルターニュ宗主権を主張してナントを領有、ルイ7世にも認めさせた。これは後にブルターニュを手に入れる布石となった。

### アンジュー帝国

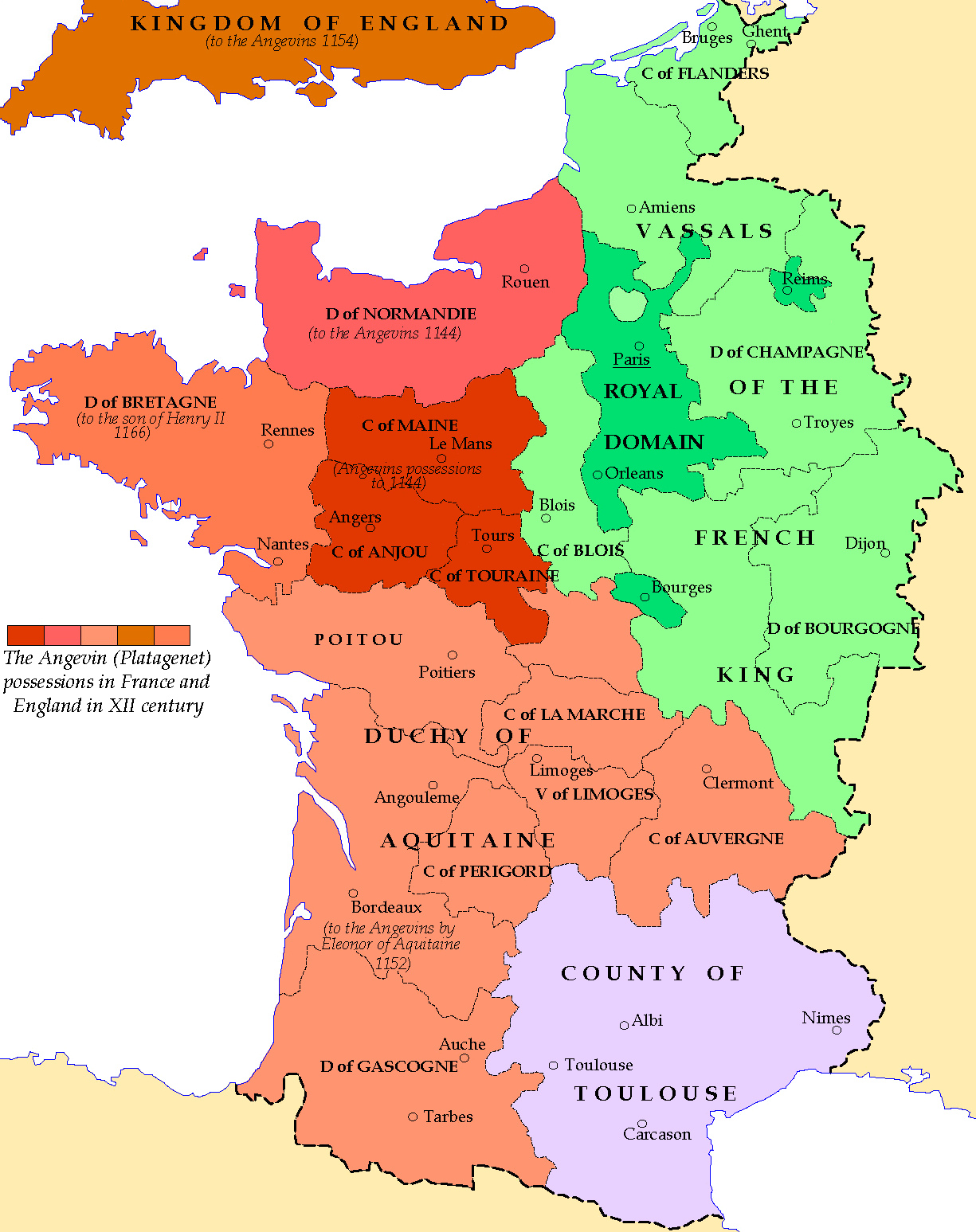
1154年のフランスにおけるプランタジネット朝の版図（茶、褐色の部分）

ヘンリー2世は、長い内戦で疲弊していたイングランドを安定させると、さらなる勢力拡大を図った。北方では、スコットランド王マルカム4世を屈服させ、ノーサンバーランドとカンバーランドを領有した。1174年には、息子たちとの内乱（後述）に乗じてノーサンバーランドへ攻め込んできたウィリアム1世（マルカム4世の弟）も破り、ファレーズ条約でスコットランドのイングランドへの臣従などイングランド優位の項目を取り決めた。
西方では、スティーブン時代に失われたウェールズの支配を復活させた。1157年から1165年まで8年に渡るウェールズ遠征に乗り出すが、ゲリラと豪雨に悩まされあまり成果は無かった。とりわけウェールズの有力者オワイン・グウィネズなどウェールズ諸侯とは対立したが、遠征がひとまず終了した1165年以後は穏健な態度で接していった。
アイルランドに関しては、アイルランドでケルズ教会会議が開かれた3年後の1155年、イングランド出身の教皇ハドリアヌス4世が "Laudabiliter（ラウダビリテル）" と題する教皇勅書を発し、ヘンリー2世に対してアイルランド攻撃を許可し、アイルランド全島のケルト教会からカトリック教会への教化を命じたと伝わるが、この勅書の信憑性については疑問も持たれている。これとは別に、ウェールズ南部のアングロ・ノルマン人貴族たちは先住民の抵抗とヘンリー2世の中央集権化で挟み撃ちにされ、打開策としてアイルランドへの植民を進め、アイルランド南東のレンスター王ダーモット・マクマローの援軍要請に応じてアイルランド侵攻を1169年から始めた（その中にはマクマローの娘との結婚でレンスター王位を継いだペンブルック伯リチャード・ド・クレアもいた）。
当初アイルランドを現地任せにしていたヘンリー2世は1171年に支配確立のため自らアイルランドへ遠征、ゲール人のアイルランド諸王の恭順とペンブルック伯らアングロ・ノルマン人貴族たちの臣従を取り付け、教皇の手紙を根拠に宗主権を認めさせ「アイルランド卿」の称号を入手した。同年にヒュー・ド・レイシーを副王（アイルランド総督）に任命・統治させ、1175年にはアイルランド上王の称号でも呼ばれたヘンリー2世はウィンザー条約で改めて宗主権を認めさせ、政治・行政・司法でイングランド化を推進するようになる。
フランスではルイ7世との抗争を続けながら、四男のジェフリーの婚姻によりブルターニュ公国を支配下に置いた。1166年にブルターニュ公コナン4世に彼の娘コンスタンスとジェフリーとの婚約を強制させ、ジョフロワ2世ことジェフリーの名の下にブルターニュを手に入れたのである。さらにトゥールーズ伯レーモン5世に対してアキテーヌ公の宗主権を主張して、1159年の遠征はルイ7世の介入で失敗したが、1173年にレーモン5世を臣従させた。これらは後に「アンジュー帝国」と通称されるようになる。
ただし、この「帝国」はヘンリー2世が個人として各爵位とそれにともなうそれぞれの封土を所有しているだけであり、統合性は名実ともに備わっておらず、一円的な領域支配からは遠かった。そのため、ヘンリー2世の死後は「帝国」は再び分離し始めることとなった。
更にヘンリー2世は、1158年に大法官トマス・ベケットの外交手腕で次男の若ヘンリーをルイ7世の娘マルグリットと婚約させて、1160年に2人の結婚式を挙げて持参金のヴェクサンを強引に奪った。この結婚で当時世嗣がいなかったフランス王位も狙ったが、1165年にルイ7世と3番目の妃アデルとの間に息子フィリップ2世が誕生したため果たせなかった。また、ヘンリー2世には娘が3人いたが、長女マティルダ（モード）はザクセン公兼バイエルン公ハインリヒ（獅子公）に、次女エレノアはカスティーリャ王アルフォンソ8世に、三女ジョーンはシチリア王グリエルモ2世に嫁がせ（夫と死別後トゥールーズ伯レーモン6世と再婚）、これらと結んでフランスに対抗して神聖ローマ皇帝フリードリヒ1世（赤髭王、バルバロッサ）や教皇と協調関係を保った。
こうして、征服王ウィリアム1世によって始められた中世イングランドの基礎づけは、またしてもフランス出身のヘンリー2世によって大成されることとなった。

### 内政
即位当初のヘンリー2世は、無政府時代からイングランドに秩序と平和を取り戻すことに尽力、巨大な領土を1つに纏め王権の強化を目指し、各地へ巡回して地方の裁判や徴税の調査に出かけ、王国の職務に専念した。アリエノールはヘンリー2世と共に領国巡回したり、裁判で所領紛争を調停したり、ヘンリー2世が不在の領土を守る役目も果たし、夫を共同統治者として支えた。ただし、ヘンリー2世は1155年からトマス・ベケットを大法官に抜擢して右腕に取り立てると、アリエノールを国政から遠ざけている。またベケットに命じてウェストミンスター宮殿を再建させた。
ヘンリー2世は即位すると諸侯に命じ、内戦時代に築かれた城砦（違法城砦）を破棄させ、不当に奪った領土を返還させてヘンリー1世時代の諸権利を回復させた。さらに、戦争で疲弊していたイングランドの行政・司法・兵制を再建し、巡回裁判所の拡充を図り巡回裁判官を各地に派遣して地方の行政を監視させ、起訴陪審制（大陪審）と土地回復訴訟も定め、土地などの占有権侵奪回復訴訟を令状によって国王裁判所に集中させた。現在に続くイギリスの諸制度の多くは、この時代に整えられたものだといわれている。ヘンリー2世統治のもとで、イギリス独特の議会制度の淵源となる、いわば強制的自治と形容すべき、封建的な諸勢力からの干渉を廃した王権に直属した地方自治制度の大枠が形づくられ、イングランド全土に適用されるコモン・ローが整えられたのである。なお、イングランド王室紋章にライオンの紋章を採用したのはヘンリー2世であるといわれている。
また、祖父ヘンリー1世が着手していた国家統治機構や制度を用いてイングランドを安定に導き、不在時のイングランドを行政長官（または最高法官）が政務を統括、イクスチェッカー（財務省の原型）が中枢機関として機能する体制を整えた。イングランドはフランスより中央集権化されていて、年2回の復活祭・9月29日のミカエル祭に各地の地方長官を集めた収支報告がそれを象徴しており、彼等をロンドンかウィンチェスターに召集して会計報告をイクスチェッカーでチェック、地方財政と諸侯を監視・掌握した。それだけでなく封臣が下封した騎士の領地の一斉調査を1163年から始め、調査が完了した1166年にイングランドの領土全般に渡る帳簿を作成、主従関係の実態を把握すると1168年、従軍しない封臣に軍役と引き換えに貨幣で代納する軍役代納金も設け、この金で傭兵を雇い軍事力を増強した。より一層の増員を図り1181年には武装条例を制定、都市の財産査定に基づき市民の武装と王の軍へ参加させることを定めた一方、発展していく都市に自治権を与え自治都市として王権の味方にする政策も進め、政治・財政・軍事を整えていった。かたや防衛費のため財政難でたびたび賢人会議を召集して課税問題を討議、ヘンリー2世が頻繁にイングランドを不在にするため賢人会議はロンドンかウェストミンスターで召集、やがて議会へと発展していった。
ノルマン・コンクエスト以来、歴代イングランド王は同時にノルマンディー公を兼ねていることが多かったので、有力諸侯がひしめくヨーロッパ大陸の領土を巡回するため長くフランスに滞在し、イングランドに滞在することは少なかった。ヘンリー2世もその例にたがわずフランスに居住していることが多く、ノルマンディーのルーアンが実質的な首都だった。
司法改革も推進し、全国の巡回裁判区を6つに分け大陪審を採用、1166年のクラレンドン条例制定、1176年にはクラレンドン条例を補充・拡大したノーサンプトン条例制定で前述の土地回復訴訟などを明文化、王の裁判権を地方に伸ばしてコモン・ロー形成を促進する一方で貴族の裁判権を弱め、国王裁判所が土地訴訟に介入する道筋を作った。またイングランド不在の間はリチャード・ド・ルーシー、ラヌルフ・ド・グランヴィルが、ノルマンディー不在の間はリチャード・オブ・イルチェスターが摂政あるいは副王として代行に当たった。こうして1176年末にはアンジュー帝国は封建国家のままとはいえ、君主の権力が強化された広大な国家として君臨していった。
大陸に比べ領土が確定し、比較的安定した統治が見込まれるイングランドは、軍事・財政面で大陸経営を支える役割を担っていたが、イングランド貴族の多くは軍役代納金（スクテージ）を支払って大陸での従軍から逃れることを望んだ。これは、後に独立性の強いジェントリ（郷紳）と呼ばれる階層が発生する原因にもなった（軍役代納金はヘンリー2世以後も続いたが、1327年を最後に徴収されなくなる）。

### トマス・ベケット殺害事件

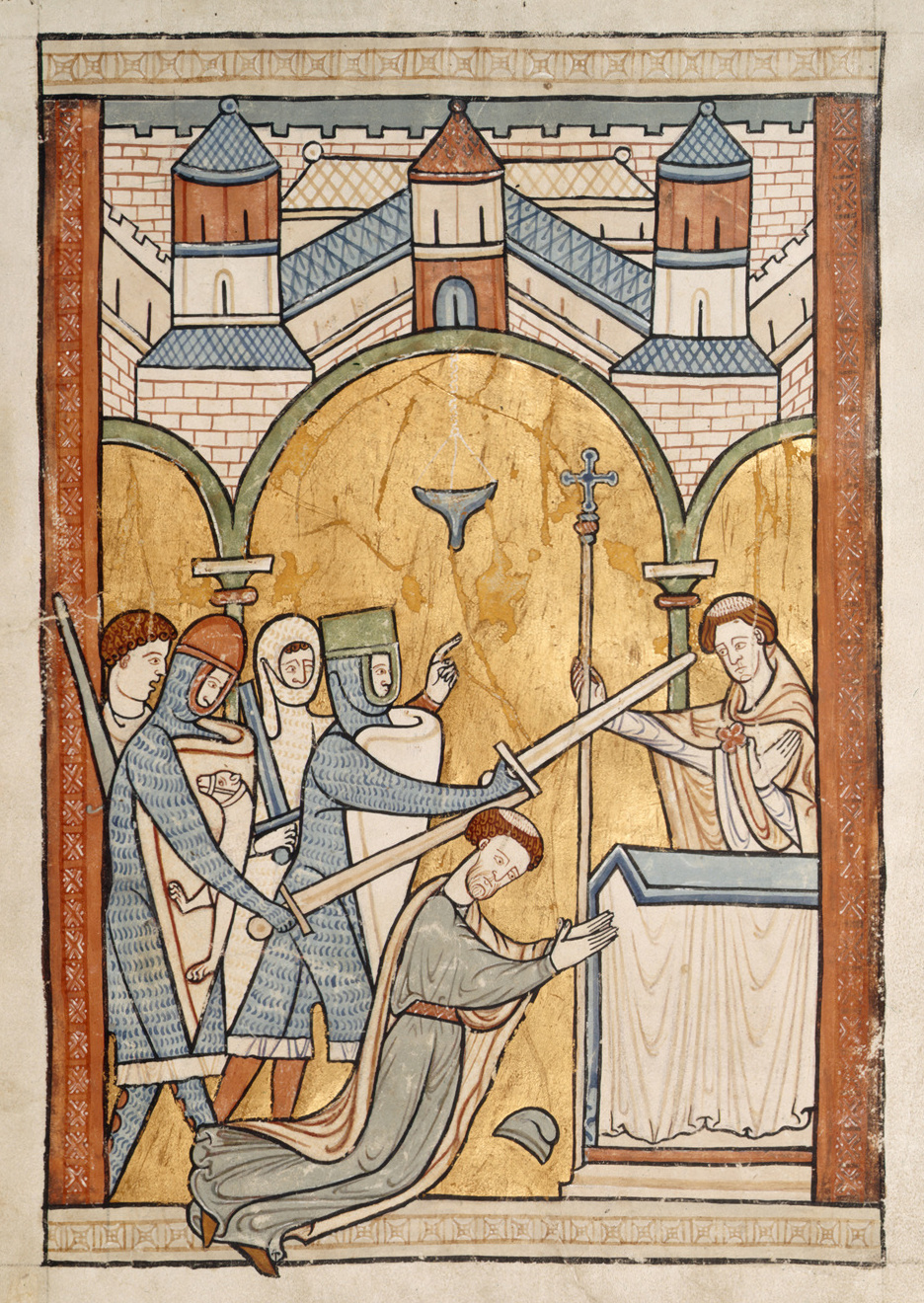
トマス・ベケット殺害を描いた14世紀の写本挿絵

領国統治安定のためにはローマ教皇庁との協力も欠かせないため、1160年から教皇アレクサンデル3世と良好な関係を築いた。同年挙行した若ヘンリーとマルグリットの結婚許可を取り付けるために教皇に接近、イングランド教会の首座司教たるカンタベリー大司教の人事に対する支持も取り付けている。アレクサンデル3世としても、神聖ローマ皇帝フリードリヒ1世との対立でヘンリー2世の支持が必要だった。
大法官トマス・ベケットは、ヘンリー2世の即位に功績があり側近として重んじられたカンタベリー大司教シオボルド・オブ・ベックの薫陶を受け、ヘンリー2世の信頼と愛顧を一身に集めた腹心であり、息子の若ヘンリーの家庭教師を任せた友人でもあった。ヘンリー2世は王による教会支配を強化しようとし、政教関係の難しい調整を期待して、1161年のベック亡き後にカンタベリー大司教が空位になっていたことを踏まえ、かつて大法官として重用したベケットを翌1162年にカンタベリー大司教に就かせたのである。だがこの時、ベケットは「これで貴下の愛顧もわれわれの友情も終わりだろう。なぜなら、貴下が教会事項について要求されるだろうことは、私の承認できぬことだから」と語ったといわれる。
大司教となったベケットは大法官だった頃とは打って変わって教会の自由を唱え、ことあるごとに王と対立した。特に、王は裁判制度の整備を進める上で1164年1月30日にクラレンドン法（クラレンドン条例とは別）を制定して「罪を犯した聖職者は、教会が位階を剥奪した後、国王の裁判所に引き渡すべし」と教会に要求したが、ベケットはこれを教会への干渉として拒否した。ベケットは同年11月2日、国外追放に処せられフランスへルイ7世を頼り亡命した。
ベケットは教皇やフランス王に庇護されながらヘンリー2世との対立を継続、ヘンリー2世も教皇に圧力をかけてベケットを脅かし、ルイ7世の仲介で行われた和睦交渉も決裂して両者の対立に終着点が見えない中、1170年6月14日、ヘンリー2世はウェストミンスター寺院にて、若ヘンリーの共治王戴冠式をカンタベリー大司教ベケットの不在の時に挙行（ヨーク大司教ロジャー・ド・ポン・レヴェックが戴冠式を代行）。対するベケットは12月1日にイングランドに帰国すると、親国王派で戴冠式を挙行した司教たちを破門した。これにヘンリー2世が激怒、国王が大司教暗殺を望んでいると誤解した4人の騎士は12月29日、カンタベリー大聖堂においてヘンリー2世に無断でベケットを暗殺した。
人々はベケットを殉教者と見なし、カトリック教会は即座にベケットを列聖したためヘンリー2世の立場は非常に悪くなり、1172年5月21日にノルマンディーのアヴランシュにて、衆人環視の中で修道士の粗末な服装でベケット暗殺に無関係だと宣誓しつつも鞭打ち・懺悔をするとともに、カンタベリー大聖堂の復権や教皇への服従など教会に譲歩しなければならなくなった（アヴランシュの和解）。この事件は、後述するようにカトリック教会への譲歩ばかりではなく、臣下の反逆や息子たちの離反まで招いたのであった。

### 十字軍
ベケット殺害に対する懺悔として、王は十字軍遠征を約束し、当面の資金援助としてテンプル騎士団に騎士200人分の費用を提供した。また争点だったクラレンドン法の一部撤回を余儀なくされ、教皇庁の上訴禁止条項と聖職者の国王裁判所処罰は撤廃された。しかし教会の世俗的権利に関する裁判権は国王に属することも確認され、教会に対する王権の優位はほぼ確保された。
1185年、サラディン（サラーフッディーン）の重圧の前に風前のともし火であったエルサレム王国から救援を要請する使節団がヨーロッパを巡回し、イングランドにもやってきた。エルサレム国王ボードゥアン4世はアンジュー家の分家出身で、ヘンリー2世の従弟に当たったが、病気のため子供がおらず、ヘンリー2世に十字軍従軍とエルサレム王位継承を要請した。しかし、ヘンリー2世は人員と資金の提供は承知したが従軍の約束はしなかった。
1187年のハッティンの戦いの後、エルサレムは陥落し、ヨーロッパでは第3回十字軍が勧誘された。三男のリチャードは即座に参加を希望したが、ヘンリー2世とフィリップ2世はお互いに牽制し合い、まず協定を決めることから始めなければならなかった。ヨーロッパ中で有名なサラディン税が徴収されたが、ヘンリー2世は結局聖地には向かわなかった。

### 息子たちの反乱

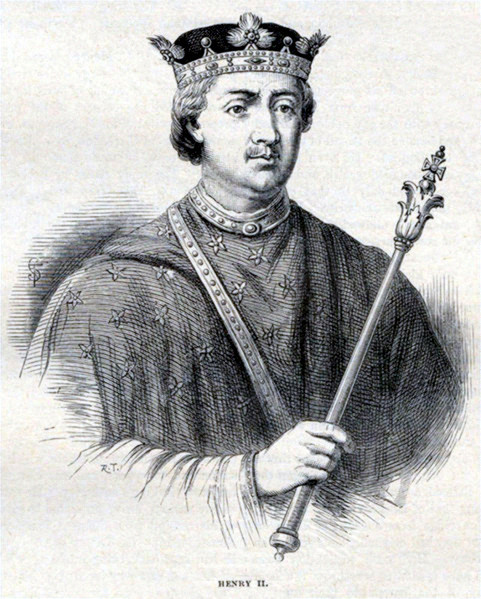
1902年の書籍のイラストに描かれたヘンリー2世

ヘンリー2世と王妃アリエノールとの間には、早世したウィリアム（ギヨーム）の他、若ヘンリー（アンリ、1155年生）、リチャード（リシャール、1157年生）、ジェフリー（ジョフロワ、1158年生）、ジョン（ジャン、1166年生）の4人の息子がいた。彼ら息子たちのうち、1人として父を裏切らない者はいなかった。
きっかけはヘンリー2世が愛妾ロザモンド・クリフォードを囲ったことでアリエノールと不仲になったことにある。アリエノールが妊娠中の1166年頃にロザモンドをウッドストック宮殿に引き入れ同居（2人の関係は1173年頃とも）、それまで結婚生活に愚痴を言わず、束の間の浮気にも目をつぶっていたアリエノールだが、ロザモンドの同居で夫との別居を決意したアリエノールは愛人との同居を拒み、子供たちと供の者を連れてオックスフォードのボーモント宮殿へ移りそこでジョンを出産、夫妻の仲に修復不可能な亀裂が入った。
1167年12月、アリエノールと共にノルマンディーのアルジャンタンで宮廷を開き、そこでポワティエとアキテーヌの反乱を鎮めるため、ポワティエへアリエノールを代理として赴任させた後、1168年1月にイングランドへ戻った。妻には護衛としてソールズベリー伯爵パトリックを付け、リュジニャン家の兵士に襲われソールズベリー伯は戦死したがアリエノールは逃げ延び、捕虜になったソールズベリー伯の甥ウィリアム・マーシャル（後の初代ペンブルック伯）はアリエノールが身代金を支払い解放、以後マーシャルはヘンリー2世とアリエノールの子供たちの忠実な側近として台頭していった。だが、アリエノールは夫からの自立を画策し、自領の平定に尽力しつつもアンジュー帝国から自領を切り離し、子供たちへ与えることを計画、夫と対立してでも子供たちの権利を支持することを決意、以後夫と別居状態に入った。
1169年、ヘンリー2世はモンミライユで会見したフランス王ルイ7世の提案により、14歳になる若ヘンリーを後継者と定めてノルマンディー・アンジュー・メーヌ・トゥーレーヌを、12歳のリチャードにはアキテーヌ、11歳のジェフリーにブルターニュを分配し、ルイ7世に臣従礼をとらせることで大陸側の所領を確認させた。わずか2歳だったために領地を与えられなかった末子のジョンは、ヘンリー2世に “領地のないやつ（Lack Land）” とあだ名をつけられ、逆に不憫がられ溺愛されるようになる（後にアイルランドを分配されるが、支配できずに逃げ帰っている）。一方、アリエノールは息子の1人リチャードを後継者と定め、自領アキテーヌをリチャードへ継承させる計画を進め、1170年の復活祭にてリモージュでリチャードのアキテーヌ公戴冠式を挙行している。水面下で妻が策謀を巡らせ、息子たちとヘンリー2世に不満を抱く貴族たちを加え不穏な動きが噂される中、同時期にヘンリー2世もイングランドで若ヘンリーの共治王戴冠式を挙行、1172年にはベケット暗殺事件で悪化した教会との関係もアヴランシュの和解で修復、1172年9月27日には改めて若ヘンリー王とマルグリット夫妻をウィンチェスターで戴冠させ、翌1173年2月にはレーモン5世も臣従してヘンリー2世の権威は絶頂に達した。
ところが同年、ジョンとモーリエンヌ伯の女相続人との結婚話が浮上した時、諸侯にこの話を発表した際にシノン・ルーダン・ミルボーもジョンに与えることを発表したが、これに反発した若ヘンリー王が自分の相続分からこの3つの城を削られることに反対した。共治王としての実権が無い不満、自身の教育係だったベケット暗殺事件で生じた父に対する不信感もあり、若ヘンリー王は自分へ実権の譲渡を主張したが、当時30代だったヘンリー2世は息子への領地の分配を単に名目上のものと考えていたため却下した。婚約自体は成立したが若ヘンリー王の父への反発は大きく、3月7日に若ヘンリー王は敬愛したベケット同様、父の支配を逃れるべくルイ7世のもとへと走り、父と不仲になった母や2人の弟リチャード・ジェフリーと組んで父の独裁に対して反乱を起こす。プランタジネット朝の父子の仲違いを好機と見たルイ7世も若ヘンリー王に協力、宗主権を利用して若ヘンリー王を庇護した上でフランス諸侯を召集、スコットランド王ウィリアム1世、ブロワ伯ティボー5世、ブローニュ伯マチューと弟のフランドル伯フィリップらが若ヘンリー王に加勢した。
反乱の規模は大きく、イングランド、アキテーヌ、ブルターニュ、ノルマンディー辺境地域が蜂起した。ヘンリー2世にはノルマンディーの大部分とアキテーヌの少数派貴族と主要都市が忠誠を貫いていたが状況は不利で、この時期にヘンリー2世が教皇へ宛てた手紙で反乱を起こした子供たちの敵対を嘆き、自分が家族に命を狙われる状況を悲痛な様子で書き綴っている。
しかし、6月に始まった戦いは序盤こそ不利だったが、ヘンリー2世はありったけの金をかき集めて2万人のブラバント人傭兵を雇い、得意戦術である素早い用兵で縦横無尽にアンジュー帝国を駆けずり回り反乱軍を討伐、8月にノルマンディーを解放してルイ7世の軍を退却させた。1174年1月に反乱の首謀者と目されたアリエノールをフランス宮廷へ逃げようとした所を捕らえシノン城へ幽閉、続いてイングランドへ渡りカンタベリー大聖堂にあるベケットの墓を詣で、墓前で祈りを捧げ心機一転すると、イングランドで留守を預かっていたグランヴィルがウィリアム1世を捕らえたとの報告を受け窮地から立ち直り、引き続き反乱軍討伐に奔走する一方でアリエノールをシノン城からイングランド南西のソールズベリーの塔へ移し監禁した。以降はヘンリー2世が優勢で8月にルーアンを包囲したルイ7世の軍を再び退却させ、9月までに反乱を鎮圧して全面勝利に終わらせた。そしてヘンリー2世は若ヘンリー王ら息子たちと和解したが、アリエノールだけは以後15年間、反逆の罪でイングランドでの監禁生活を強いた。
ヘンリー2世は若ヘンリー王らを許し両者の間で和解が成立、ウィリアム1世の臣従を記したファレーズ条約で息子たちの措置も確認された。若ヘンリー王は共治王の称号は留め置かれたが、ノルマンディーからの収入の半分と所有していた4つの城を減らされた上で、アンジェから得られる1万5000ポンドの年給と2つの城を改めて受け取り、リチャードはアキテーヌの収入の半分と2つの城を、ジェフリーはブルターニュを授かった。ジョンには反乱の原因となった3つの城を受け取る代わりに、リチャードとジェフリーの共有する領地からの年貢と城が与えられた（もう1つの原因である結婚話は相手の急死で破談）。反乱の教訓として息子たちにいくらか自治権を授けたが名目的に過ぎず、実権を渡さない姿勢を崩さず息子たちを臣従させ（リチャードとジェフリーは1172年、若ヘンリー王は1175年に父へ臣従）、以後も若ヘンリー王に君主としての実権がない状況に変化はなかった。また反乱の混乱から秩序を回復するため、ノーサンプトン条例・代行制・武装条例などに見られる司法・行政・軍事改革を推進していった。
反乱鎮圧後はアリエノールとの離婚を教皇に願い出て却下され、再婚相手にリチャードの婚約者でルイ7世と2番目の妃コンスタンスの娘アデル（若ヘンリー王の妃マルグリットの同母妹）の名が取り沙汰され、アデルが結婚しないままヘンリー2世の元に留め置かれていたためヘンリー2世との間に醜聞が疑われるなど（アデルはルイ7世とリチャードの同盟を阻止するための人質だったとも）、家庭内不和が収まらないままだったが、領内と外交は小康を保ち平和な日々を過ごした。ルイ7世は1180年に死去しフィリップ2世が即位、1182年にヘンリー2世はようやく若ヘンリー王に君主としての権限を与えるべく、リチャードとジェフリーに対し若ヘンリー王への臣従礼をとらせようとした。ところがジェフリーは最終的には従ったが、リチャードは若ヘンリー王への臣従を拒み、アキテーヌに戻って反抗した。そのため若ヘンリー王とジェフリーがリチャードを攻撃する騒ぎになったが、兄弟の争いは1183年に若ヘンリー王が病死したことで終息、リチャードがヘンリー2世の後継者となった。ヘンリー2世は内戦中病身の若ヘンリー王を見舞いに行こうとしたが、若ヘンリー王を警戒した側近に止められ息子の死に目に会えず（代わりにサファイアの指輪を息子へ送った）、息子の死に悲しみながらもアンジュー帝国相続の再分配に迫られた。
1184年11月30日、リチャード・ジェフリー・ジョンの3人の息子を始め一時釈放したアリエノールも加えて、ウェストミンスター宮殿で聖アンドレの日を家族で祝った。続いて12月にウィンザー城で家族会議を開き、若ヘンリー王の死で変更に迫られたアンジュー帝国の領地相続について話し合った。リチャードは母の気質を最も濃厚に受け継いだ人物といわれ、父の死後にイングランド王となってからは戦争に明け暮れ、「獅子心王」とあだ名される勇敢な戦士であったが、ヘンリー2世はアリエノールの影響力が大きいリチャードを危険視して愛情を与えず、代わりにアリエノールに疎まれたジョンを溺愛した。相続領分配でそうしたヘンリー2世の意向が現れ、リチャードには若ヘンリー王へ与えるはずだったノルマンディー・メーヌ・アンジューを、ジェフリーにブルターニュを相続、ジョンにはリチャードにポワティエ・アキテーヌを譲らせることを命令した。だがリチャードは、兄と同じく実権の無い共治王にされる恐れがあるこの命令を拒絶したため、リチャードをなだめるためアリエノールへのアキテーヌ返還を了承させ、ジョンのアキテーヌ継承は諦めた。一方、ジェフリーは父から離れフィリップ2世のもとへ身を寄せ、1186年、パリでフィリップ2世が開催した馬上槍試合での怪我がもとで急死した。ジェフリーと妃コンスタンスの間に孫アルテュール1世（アーサー）が生まれたが、プランタジネット家を嫌うコンスタンスの意向でアーサーはフランス宮廷へ預けられ、ブルターニュはアンジュー帝国から離れていった。

### 失意の最期
フィリップ2世に代替わりしたフランスとは彼の姉妹に付随していた嫁資を巡り対立していた。若ヘンリー王の未亡人マルグリットは1186年にハンガリー王ベーラ3世と再婚、同母妹アデルはリチャードとの結婚がされないままだったため、姉妹のそれぞれの嫁資ヴェクサンとジゾールの返還をフィリップ2世から求められたが返事を引き延ばし続けた。ヘンリー2世とフィリップ2世はジゾールの楡の大木の下でしばしば会見して返還交渉したが、いつも物別れに終わりその度に双方の臣下たちの小競り合いが生じて険悪な雰囲気になり、1188年8月の会見ではイングランド側の兵士が矢を射かけて怒ったフランス人たちが突撃、イングランド側が退散して交渉が破談するという事件もあった。
同年11月にジゾールで開かれたヘンリー2世とフィリップ2世の何度目かの和平交渉中、リチャードは父の前でフィリップ2世に臣従の誓いをし、公然と父との敵対を宣言した。ヘンリー2世の元から臣下たちは離れ、ウィリアム・マーシャルなど忠誠を誓った騎士たちだけが残りリチャード・フィリップ2世の前で劣勢になり、翌1189年の戦いの中、ル・マンにたてこもったヘンリー2世は6月にリチャードとフィリップ2世の追跡をかわそうと郊外に火を放つが、炎は市街へと燃え広がり、自身の生まれた街は焦土と化した。既に健康を害していたヘンリー2世は精神的ショックに耐えられずシノン城に撤退し、休戦協定が結ばれたがル・マンを手放さざるを得なかった。さらに寝返った者の名簿の先頭に最愛の息子ジョンの名があるのを見て最後の気力を失い、7月6日に崩御した。56歳だった。
最期を看取ったのは、忠臣マーシャルなど供回りの者と、息子の中では庶子で僧籍にあったジョフロワだけであった。遺体はシノン近郊のフォントヴロー修道院に安置され、アンジュー帝国を受け継いだリチャードは父の葬儀に出席した後、幽閉中のアリエノールを釈放しイングランド王リチャード1世として即位した。母子はヘンリー2世の厳罰主義を改めながら彼の側近たちを赦免して味方に取り込み、ジョンにも多くの領土を与えて支持を取り付け、寛大な政策でアンジュー帝国を固めたリチャード1世は第3回十字軍に参加して遠征へ向かっていった。

## 人物
ヘンリー2世は中肉中背で筋肉質、赤味がかった金髪とくぼんだ灰色の目で頑丈な体躯をもち、猪首であった。また、「大食ではなく造化の間違い」でできたといわれるほどの巨腹であった。
数か国語を操る教養人でありながら、本能に忠実で荒々しい性格だった。相当な学者でもあり、先祖譲りの激情家だった。また、その精力的なことは驚嘆に値するもので、政務に熱心なその日常にはおよそ休息というものがなく、戦争がないときには日の出から日没まで狩猟をおこなった、地方で代官の仕事ぶりを監督するため頻繁に巡回する、民衆から苦情を辛抱強く聞いて人気を高める、家臣たちは王の行動に振り回され右往左往するなどの逸話が伝えられ、帰館しても夕食以外は座っていることすらできなかったといわれている。行動の素早さは軍事にも活かし、予期せぬ奇襲で敵軍を混乱に陥れたり、妨害・不意打ちを得意戦術にして多くの勝利を収めた。
巧妙な外交を駆使して、相手を完膚なきまでに叩き潰さず、相手が何かを手にしたと思わせる、いわゆる名を捨てて実を取る手法も得意としていた。一方、自らの権威は手放さず、息子たちには主導権を渡さず領土を1人へ一括相続させようともせず、分割相続を考えたことが反乱を招いた。またフランス出身のヘンリー2世はフランス人で押し通し、語学に堪能だが日常で話す言葉はフランス語かラテン語で、英語は最後まで理解しなかったため、イングランドにおける統治の充実は大陸における野望達成の手段に過ぎなかったとの見方もある。
とはいえ子供たちに対する愛情はあり、若ヘンリー王の浪費癖と軽率さには手を焼いていたが、息子の将来に期待を込めてベケットを家庭教師に任じて英才教育を施し、成長してからも若ヘンリー王を溺愛していた。立派な君主になって欲しい願いから自分の側に置いて巡回裁判見学や狩猟に同行させたり、家臣に若ヘンリー王への臣従礼を取らせるなど息子への配慮に尽くしたが、若ヘンリー王は師であるベケット殺害で父への信頼を失い、父が自分へ実権を譲らない姿勢と自分の所領をジョンに割譲すべきという命令に反発し父子の仲は決裂、深刻な内戦を起こしていった。それでも1183年に病気で死ぬ寸前の若ヘンリー王から使者を送られた際、使者を通じて若ヘンリー王に指輪を渡し健康回復と許しを与え、死去の報告を聞くと涙をこらえながら息子の早い死を悲しんだ。リチャードは能力を高く買いつつも妻のお気に入りで彼女の影響が大きいため愛情を持てず、反対に妻から疎まれたジョンを溺愛したが、1189年に裏切ったリチャードに追い詰められた所でジョンにも裏切られ、ショックで死亡するという皮肉な最期を迎える羽目になった。
晩年になるとじっとしていられない習慣が悪化、急速に老けていった。1184年に一時釈放したアリエノールが美しさと威厳を保っていたのと対照的に、馬に蹴られて不自由になった片足を引きずり肥満が進行、無頓着でだらしなくなり自制心が欠けた性格が露になり、狩猟に熱中するあまり些細な違反者は死刑や終身刑など厳罰に処し、力で押さえ付けた家庭内不和は妻と息子たちの反乱を招いた。こうした晩年の様子を歴史家ピエール・ド・ブロワから痛烈に皮肉られ、宮廷の退廃ぶりが滑稽な筆致で描かれている。また不吉な伝説をヘンリー2世になぞらえる例もあり、ウィンチェスター宮殿に4羽の子鷲が父鷲を傷つける絵があったとされ、反抗的な息子たちに追い詰められたヘンリー2世の最期を暗示したと伝えられている。

## アーサー王物語との関わり
アリエノールの宮廷には『アーサー王物語』に組み込まれた物語を書いた詩人・物語作家たちが出入りしており、ベルナール・ド・ヴァンタドゥール、ウァース、マリー・ド・フランス、クレティアン・ド・トロワ、ブノワ・ド・サンテ＝モール、ブリテンのトマらが『トリスタンとイゾルデ』、『ブリュ物語』、『トロイ物語』、『エレックとエニード』、『ランスロまたは荷車の騎士』などを作り上げ、アーサー王物語は騎士道物語と宮廷恋愛が混じり合った作品として開花、アリエノールも宮廷を通じてアーサー王物語をヨーロッパ全土や東方に広めるのに一役買った。ヘンリー2世もアーサー王物語を気に入り、ベルナールとアリエノールの関係を疑い彼を妻から引き離したが、アーサー王を思い起こす叙事詩を庇護したことで妻と共にアーサー王流行に貢献した。
といっても、ヘンリー2世のアーサー王物語の復興と伝播には政治的意図もあった。それはアーサー王物語がカペー朝フランスへの対抗および自家の権威強化に役立つと考えたからであり、カール大帝の後継者を称するカペー朝が大帝と臣下たちの伝説を広めたのに対し、ヘンリー2世はかつてイングランドをスティーブンから解放した自分をアーサー王に重ねつつ、アーサー王と円卓の騎士の伝説を作り上げて対抗した。また、ヘンリー2世の母方の曽祖父に当たるウィリアム1世が敢行した1066年のノルマン・コンクエスト以来、少数派で支配層のノルマン人と多数派で被支配層のアングロ・サクソン人は仲が悪く、王家のイングランドにおける基盤も盤石とは言えなかった。こうした事態解決のため、ヘンリー2世は『ブリタニア列王史』に目を付け、サクソン人より前のブリテン島の住民・ブリトン人とノルマン人を結び付けるためにアーサー王物語を採用した。
ヘンリー2世の狙いはアーサー王の後継者として自分を位置付けることで権威強化を図ること、ブリトン人・ノルマン人の連合に邪魔だったアーサー王復活の民間伝承を否定して、ブリトン人が自分たちノルマン人に頼らざるを得なくする環境を作り出すことにあった。そうした目的でウァースにブリタニア列王史をラテン語からアングロ・ノルマン語に翻訳させ、ブリュ物語が誕生した。またウァースはアーサー王物語の発展に貢献、円卓の騎士を作り出したり、物語でアーサー王がサクソン人を討伐してから征服のため大陸へ渡るまで、平和な時代を築いたという表現で12年の空白を生み出したりしたことで、後世の作家たちが想像して数々の物語を生み出す余地を与えた。
アーサー王物語のクライマックスとして、ヘンリー2世は1184年に火災に遭ったグラストンベリー修道院へ再建資金を援助した。一方でアーサー王復活を夢見ていたブリトン人の希望を打ち砕く噂が流れ、復活の時を待ったアーサー王は叶わず死んだとの噂が広まった。グラストンベリー修道院はアーサー王終焉の地アヴァロンに擬せられ、ヘンリー2世の死後1190年に修道士たちが修道院の墓地にアーサー王と王妃グィネヴィアの墓を発見、宝剣エクスカリバーもアーサー王の墓から出たという噂が広まり、グラストンベリー修道院はアーサー王ゆかりの巡礼地として定着していった。
以上の伝説にどこまでヘンリー2世が関与していたか不明だが、アーサー王物語は騎士道物語として人々に受け入れられプランタジネット朝にアーサー王の威光が輝き、伝説の「発明」にヘンリー2世が果たした役割は大きく取り上げられている。以後もアーサー王にまつわる話が伝わり、ヘンリー2世とアリエノールの曾孫に当たるエドワード1世はアーサー王の王冠をウェストミンスターに持ち出したり、円卓を囲む習慣を持ち込んだりしている。

## 子女
1. ウィリアム（1153年 - 1156年） - ポワティエ伯
2. ヘンリー（1155年 - 1183年） - 1170年から1183年までイングランド王（父王と共治）
3. マティルダ（1156年 - 1189年） - ザクセン公兼バイエルン公ハインリヒ獅子公妃
4. リチャード（1157年 - 1199年） - イングランド王リチャード1世（獅子心王）
5. ジェフリー（1158年 - 1186年） - ブルターニュ公ジョフロワ2世
6. エレノア（1162年 - 1214年） - カスティーリャ王アルフォンソ8世の王妃
7. ジョーン（1165年 - 1199年） - シチリア王グリエルモ2世の王妃、後にトゥールーズ伯レーモン6世の妃
8. ジョン（1166年 - 1216年） - イングランド王（欠地王）

他に、庶子としてヨーク大司教ジェフリー（ジョフロワ、1152年以前 - 1212年）とソールズベリー伯爵ウィリアム・ロングスピー（1176年頃 - 1226年）がいる。ジェフリーは父の死後はリチャード1世に仕えヨーク大司教に就任、ウィリアムは第2代ソールズベリー伯ウィリアムの娘エラと結婚して妻の権利でソールズベリー伯になり、リチャード1世とジョンの2代に仕え五港長官、ウェールズ国境警備長官などを歴任した。また、イングランド最初の紋章使用者として歴史に名を残している。

## 関連作品
- 『ベケット』（1964年、アメリカ・イギリス映画） - ピーター・オトゥールがヘンリー2世を、リチャード・バートンがトマス・ベケットを演じている。
- 『冬のライオン』（1968年、イギリス映画） - ピーター・オトゥールがヘンリー2世を、キャサリン・ヘプバーンがアリエノール・ダキテーヌを演じている。